# Halaphritis platycephala
Halaphritis platycephala is een straalvinnige vissensoort uit de familie van ijsvissen (Bovichtidae). De wetenschappelijke naam van de soort is voor het eerst geldig gepubliceerd in 2002 door Last, Balushkin & Hutchins.